# Cumshot

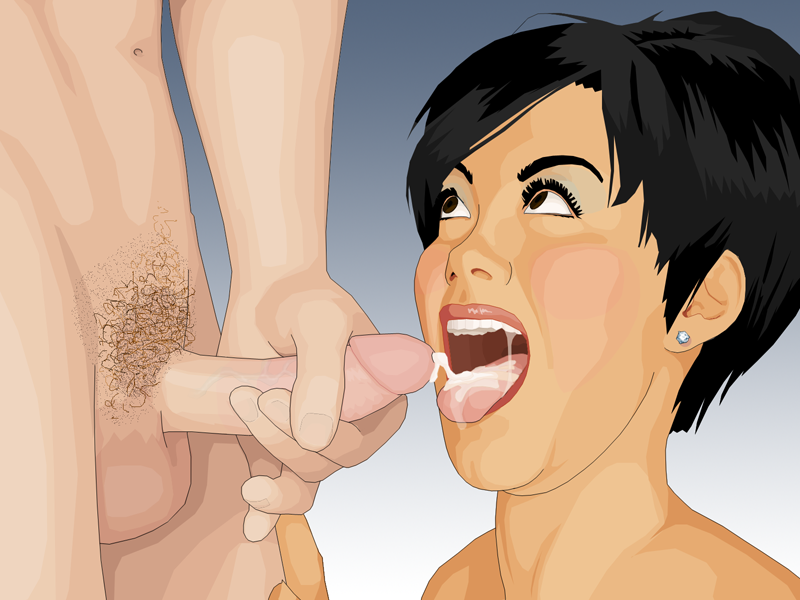
Illustration einer Ejakulation in den Mund der Partnerin

Als Cumshot [ˈkʌmˌʃɒt] (auch Moneyshot) bezeichnet man in der Pornobranche entweder Fotos oder Filmszenen, die den Samenerguss des Mannes festhalten; oft landet das Sperma im Gesicht, auf den Brüsten oder dem Gesäß des Sexualpartners. Cumshots finden sich in frühen pornographischen Filmen seit Ende der 1940er Jahre (stag films) und wurden ikonographisch für Hardcore-Pornos.

## Einsatz
In Pornos werden Szenen häufig mit einem Cumshot beendet, um dem Betrachter eine Ejakulation, also einen männlichen Orgasmus, sichtbar zu machen und Authentizität zu belegen. Darum wird häufig eine kontrollierte und gut sichtbare Ejakulation für die Bezahlung des männlichen Darstellers vorausgesetzt. Oft ejakuliert der Darsteller auf das Gesicht (oft Facial genannt) bzw. in den geöffneten Mund des Partners; häufig auch auf Vulva, Brust, Gesäß und Anus, Bauch oder Füße.
Zur kulturellen Einordnung gibt es unterschiedliche Sichtweisen. Die Einordnung als sexistisches Symbol männlicher Dominanz über die Frau im heterosexuellen Porno ist verbreitet. Inwiefern Sperma in diesem Zusammenhang als „schmutzige“ Flüssigkeit im Sinne von Saliromanie zu betrachten ist, ist umstritten. Lisa Moore, Professorin für Geschlechterforschung und Soziologie am Purchase College (SUNY), vertritt die These, dass es das von der Pornodarstellerin gespielte Vergnügen an der Ejakulation des Mannes sei, das viele Männer erregt, da „Männer, als Zuschauer und Akteure, wollen, dass Frauen ihr Sperma begehren“.
Beim männlichen Darsteller stehen im heterosexuellen Hardcore Selbstkontrolle und der sichtbare Abschluss einer Leistung im Vordergrund der Inszenierung. Im schwulen Hardcoreporno wird im Unterschied dazu der Visualisierung männlicher Ekstase eine größere Rolle zugedacht.
Neben Hardcorefilmen finden sich Cumshots auch in einigen Arthouse-Filmen und in Videokunst-Szenen, in denen die Stimulation des männlichen Geschlechtsorganes einschließlich der Ejakulation explizit dargestellt wird. Beispiele sind Filme wie Der Pornograph (2001) oder 9 Songs (2004), die von der FSK für Jugendliche ab 16 Jahren freigegeben sind, zu nennen ist auch Shortbus (2006, FSK 16).

## Erweiterungen
- Bukkake (von japanisch bukkakeru, „Wasser verspritzen“) ist das sichtbare Ejakulieren mehrerer auf eine Person.
- Creampie (Sahnetorte) bezeichnet das Herauslaufenlassen des Spermas aus einer Körperöffnung, um eine in diese Körperöffnung erfolgte Ejakulation sichtbar zu machen.
- Facial (aus dem Englischen) oder Gesichtsbesamung beschreibt das sichtbare Ejakulieren auf das Gesicht einer Person.
- Cumsharing, Swapping, Sahnebonbon oder Snowballing bezeichnet die Weitergabe von im Mund aufgenommenem Sperma an andere Personen durch einen Kuss, in den Mund spucken oder hinein tropfen lassen.

## Zum BegriffMoneyshot
Im Sprachgebrauch der amerikanischen Filmbranche bezeichnete der Ausdruck  „money shot“ ursprünglich ganz allgemein die Szene, deren Produktion am teuersten war. Im Allgemeinen ist der money shot eines Films eine besonders spektakuläre Sequenz, der erheblicher Einfluss auf seinen kommerziellen Erfolg zugeschrieben wird. In einem Actionfilm beispielsweise könnte dies eine rasante Verfolgungsjagd sein. Nach Steven Ziplow, dem Autor des Buches The Film Maker’s Guide to Pornography, ist „der Cumshot oder, wie manche sagen, Moneyshot das wichtigste Element im Film; wenn nötig, sollte um seinetwillen alles andere geopfert werden.“